# Temporada 1974-75 de los Chicago Bulls
La temporada 1974-75 fue la novena de los Chicago Bulls en la NBA. La temporada regular acabaron con 47 victorias y 35 derrotas, ocupando la segunda posición de la Conferencia Oeste, clasificándose para los playoffs, en los que cayeron en las finales de conferencia ante Golden State Warriors.

## Elecciones en elDraft
| Ronda | Puesto | Jugador         | Posición  | Nacionalidad   | Universidad      |
| ----- | ------ | --------------- | --------- | -------------- | ---------------- |
| 1     | 14     | Maurice Lucas   | Ala-Pívot | Estados Unidos | Marquette        |
| 1     | 16     | Cliff Pondexter | Ala-Pívot | Estados Unidos | Long Beach State |
| 2     | 27     | Leon Benbow     | Escolta   | Estados Unidos | Jacksonville     |
| 3     | 52     | Bobby Wilson    | Alero     | Estados Unidos | Wichita State    |

## Temporada regular
| División Medio Oeste      | División Medio Oeste | División Medio Oeste | División Medio Oeste | División Medio Oeste | División Medio Oeste | División Medio Oeste | División Medio Oeste | División Medio Oeste |
| Equipo                    | G                    | P                    | %                    | PD                   | Casa                 | Fuera                | Div                  |                      |
| ------------------------- | -------------------- | -------------------- | -------------------- | -------------------- | -------------------- | -------------------- | -------------------- | -------------------- |
| y-Chicago Bulls           | 47                   | 35                   | .573                 | –                    | 29–12                | 18–23                | 11–15                |                      |
| x-Kansas City–Omaha Kings | 44                   | 38                   | .537                 | 3                    | 29–12                | 15–26                | 17–9                 |                      |
| x-Detroit Pistons         | 40                   | 42                   | .488                 | 7                    | 26–15                | 14–27                | 10–16                |                      |
| Milwaukee Bucks           | 38                   | 44                   | .463                 | 9                    | 25–16                | 13–28                | 14–12                |                      |

## Playoffs

### Semifinales de Conferencia
Chicago Bulls vs. Kansas City-Omaha Kings 
| Fecha       | Partido                                        | Ciudad      |
| ----------- | ---------------------------------------------- | ----------- |
| 9 de abril  | Chicago Bulls 95, Kansas City-Omaha Kings 89   | Chicago     |
| 13 de abril | Kansas City-Omaha Kings 102, Chicago Bulls 95  | Kansas City |
| 16 de abril | Chicago Bulls 93, Kansas City-Omaha Kings 90   | Chicago     |
| 18 de abril | Kansas City-Omaha Kings 104, Chicago Bulls 100 | Kansas City |
| 20 de abril | Chicago Bulls 104, Kansas City-Omaha Kings 77  | Chicago     |
| 23 de abril | Kansas City-Omaha Kings 89, Chicago Bulls 101  | Kansas City |
|             | Chicago Bulls gana las series 4-2              |             |

### Finales de Conferencia
Golden State Warriors vs. Chicago Bulls 
| Fecha       | Partido                                      | Ciudad  |
| ----------- | -------------------------------------------- | ------- |
| 27 de abril | Golden State Warriors 107, Chicago Bulls 89  | Oakland |
| 30 de abril | Chicago Bulls 90, Golden State Warriors 89   | Chicago |
| 4 de mayo   | Chicago Bulls 108, Golden State Warriors 101 | Chicago |
| 6 de mayo   | Golden State Warriors 111, Chicago Bulls 106 | Oakland |
| 8 de mayo   | Golden State Warriors 79, Chicago Bulls 89   | Oakland |
| 11 de mayo  | Chicago Bulls 72, Golden State Warriors 86   | Chicago |
| 8 de mayo   | Golden State Warriors 83, Chicago Bulls 79   | Oakland |
|             | Golden State Warriors gana las series 4-3    |         |

## Estadísticas
| Rk | Jugador         | Edad | P  | PT | MP   | TC  | TCI  | %TC  | TL  | TLI | %TL  | RO  | RD  | RT   | AS  | RB  | TAP | BP | FP  | PTS  |
| -- | --------------- | ---- | -- | -- | ---- | --- | ---- | ---- | --- | --- | ---- | --- | --- | ---- | --- | --- | --- | -- | --- | ---- |
| 1  | Bob Love        | 32   | 61 |    | 39.4 | 8.8 | 20.6 | .429 | 4.3 | 5.2 | .830 | 1.6 | 4.7 | 6.3  | 1.7 | 1.0 | 0.2 |    | 3.4 | 22.0 |
| 2  | Norm Van Lier   | 27   | 70 |    | 37.0 | 5.8 | 13.9 | .420 | 3.4 | 4.3 | .792 | 1.2 | 3.5 | 4.7  | 5.8 | 2.0 | 0.2 |    | 3.5 | 15.0 |
| 3  | Nate Thurmond   | 33   | 80 |    | 34.5 | 3.1 | 8.6  | .364 | 1.7 | 2.8 | .589 | 3.2 | 8.1 | 11.3 | 4.1 | 0.6 | 2.4 |    | 3.4 | 7.9  |
| 4  | Jerry Sloan     | 32   | 78 |    | 33.0 | 4.9 | 11.1 | .439 | 2.5 | 3.3 | .748 | 2.3 | 4.6 | 6.9  | 2.1 | 2.2 | 0.2 |    | 3.4 | 12.2 |
| 5  | Chet Walker     | 34   | 76 |    | 32.3 | 6.9 | 14.2 | .487 | 5.4 | 6.3 | .860 | 1.5 | 4.2 | 5.7  | 2.2 | 0.6 | 0.1 |    | 2.4 | 19.2 |
| 6  | Rick Adelman    | 28   | 12 |    | 28.3 | 3.6 | 8.7  | .413 | 2.3 | 3.3 | .718 | 0.5 | 1.7 | 2.2  | 2.9 | 1.3 | 0.1 |    | 2.6 | 9.5  |
| 7  | Bill Hewitt     | 30   | 18 |    | 25.9 | 3.1 | 7.2  | .434 | 0.8 | 1.3 | .609 | 1.7 | 4.8 | 6.4  | 1.3 | 0.5 | 0.6 |    | 2.6 | 7.0  |
| 8  | Matt Guokas     | 30   | 82 |    | 25.5 | 3.1 | 6.1  | .510 | 1.0 | 1.3 | .757 | 0.3 | 1.4 | 1.7  | 2.2 | 0.5 | 0.2 |    | 1.9 | 7.2  |
| 9  | John Block      | 30   | 50 |    | 17.6 | 3.0 | 6.3  | .473 | 2.1 | 2.7 | .784 | 1.3 | 3.0 | 4.3  | 0.9 | 0.8 | 0.6 |    | 2.2 | 8.1  |
| 10 | Rowland Garrett | 24   | 70 |    | 16.9 | 3.3 | 6.8  | .481 | 1.1 | 1.4 | .794 | 1.1 | 2.4 | 3.5  | 0.6 | 0.3 | 0.2 |    | 1.8 | 7.6  |
| 11 | Tom Boerwinkle  | 29   | 80 |    | 14.7 | 1.7 | 3.4  | .487 | 0.9 | 1.2 | .768 | 1.3 | 3.4 | 4.8  | 3.4 | 0.3 | 0.6 |    | 2.0 | 4.2  |
| 12 | Bobby Wilson    | 24   | 48 |    | 8.9  | 2.4 | 4.7  | .511 | 1.0 | 1.2 | .793 | 0.4 | 0.7 | 1.1  | 0.8 | 0.5 | 0.0 |    | 1.1 | 5.8  |
| 13 | Mickey Johnson  | 22   | 38 |    | 7.7  | 1.4 | 3.1  | .449 | 1.0 | 1.5 | .638 | 0.8 | 1.6 | 2.5  | 0.5 | 0.3 | 0.3 |    | 1.5 | 3.8  |
| 14 | Leon Benbow     | 24   | 39 |    | 6.5  | 0.9 | 2.4  | .372 | 0.4 | 0.5 | .833 | 0.4 | 0.6 | 1.0  | 0.6 | 0.3 | 0.2 |    | 1.1 | 2.2  |

## Galardones y récords
| Jugador       | Galardón                               |
| Jerry Sloan   | Mejor quinteto defensivo de la NBA     |
| Norm Van Lier | 2.º Mejor quinteto defensivo de la NBA |
| Bob Love      | 2.º Mejor quinteto defensivo de la NBA |